# Kathleen Russell (atleta)
Kathleen May Russell (31 agosto 1927 – Kingston, 27 agosto 1969) è stata una velocista e lunghista giamaicana.
Ha partecipato ai Giochi di Londra 1948, gareggiando nei 100m, 200m e nel salto in lungo, e di Helsinki 1952, gareggiando nel solo salto in lungo.